# Akron (Iowa)
Akron és una població dels Estats Units a l'estat d'Iowa. Segons el cens del 2000 tenia 1.489 habitants.

## Demografia
Segons el cens del 2000, Akron tenia 1.489 habitants, 667 habitatges, i 424 famílies. La densitat de població era de 475,1 habitants per km².
Dels 667 habitatges en un 27,7% hi vivien nens de menys de 18 anys, en un 53,2% hi vivien parelles casades, en un 7,5% dones solteres, i en un 36,4% no eren unitats familiars. En el 34,2% dels habitatges hi vivien persones soles el 20,8% de les quals corresponia a persones de 65 anys o més que vivien soles. El nombre mitjà de persones vivint en cada habitatge era de 2,23 i el nombre mitjà de persones que vivien en cada família era de 2,85.
Per edats la població es repartia de la següent manera: un 23,9% tenia menys de 18 anys, un 6,8% entre 18 i 24, un 24% entre 25 i 44, un 20% de 45 a 60 i un 25,3% 65 anys o més.
L'edat mediana era de 42 anys. Per cada 100 dones de 18 o més anys hi havia 87,6 homes.
La renda mediana per habitatge era de 29.583 $ i la renda mediana per família de 37.404 $. Els homes tenien una renda mediana de 30.875 $ mentre que les dones 21.286 $. La renda per capita de la població era de 18.631 $. Entorn del 6,2% de les famílies i el 7,2% de la població estaven per davall del llindar de pobresa.

## Poblacions més properes
El següent diagrama mostra les poblacions més properes.